# Zasiłek opiekuńczy
Zasiłek opiekuńczy – świadczenie ZUS wypłacane w razie zwolnienia z wykonywania pracy w związku koniecznością opieki np. nad chorym dzieckiem. Prawo do zasiłku mają osoby posiadające ubezpieczenie chorobowe (są np. pracownikami). Jego wysokość wynosi 80% podstawy wymiaru zasiłku. Zasiłek opiekuńczy na dziecko chore w wieku do 14 lat oraz dziecko zdrowe w wieku do 8 lat przysługuje w danym roku przez nie dłużej niż 60 dni kalendarzowych. Ponieważ mowa tu o dniach kalendarzowych, dlatego w limit ten wlicza się również dni, kiedy świadczeniobiorca nie pracuje. Jest to łączny limit dotyczący opieki zarówno nad chorym, jak i zdrowym dzieckiem. Prawo do zasiłku opiekuńczego mają na równych prawach zarówno matka i ojciec dziecka. Nie mogą oni jednak otrzymywać go jednocześnie. Zasiłek opiekuńczy można otrzymać zarówno na dzieci własne, jak również dzieci małżonka (np. dzieci żony z poprzedniego małżeństwa). Ponadto również na dzieci przysposobione oraz przyjęte na wychowanie i utrzymanie (np. w ramach rodziny zastępczej). Zasiłek opiekuńczy nie przysługuje w przypadku korzystania z urlopu bezpłatnego lub urlopu wychowawczego.
Obowiązuje również dodatkowy zasiłek opiekuńczy. Może o niego wystąpić ojciec dziecka (lub inny najbliższy członek rodziny), w przypadku jeżeli matka, która przebywa na urlopie macierzyńskim, trafi do szpitala i ma to miejsce przed upływem 8 tygodni tego urlopu.